# 74-й ракетный полк
 74-й ракетный Брянский полк — ракетный полк в составе 28-й гвардейской ракетной дивизии, 27-й ракетной Витебской Краснознамённой ракетной армии, Ракетных войск стратегического назначения Вооружённых сил Российской Федерации.
Условное наименование — Войсковая часть (В/Ч) № 77193.

## История
Сформирован 1 июля 1966 года в Козельске, Калужской области в составе 28-й гвардейской ракетной дивизии. Полк заступил на боевое дежурство 29 октября 1967 года с 10 шахтными пусковыми установками УР-100 (SS-11) на БРК-1.
Полк снят с боевого дежурства в 1975 году и перевооружён на ракетный комплекс УР-100Н (SS-19), заступив на боевое дежурство 15 декабря 1975 года.
Формирование снято с боевого дежурства в 1981 году, и перевооружено на ракетный комплекс УР-100Н УТТХ (SS-19), заступив на боевое дежурство 10 июня 1982 года.
В 1999 году получил почётное наименование «Брянский».
С 2012 года полк начал перевооружение на ракетный комплекс РС-24 Ярс-М (16Ж67) (SS-29) в стационарном исполнении.
В декабре 2014 года 4 шахтные пусковые установки 15П765М с ракетами 15Ж67 Ярс-М заступили на опытно-боевое дежурство.[уточнить]
Все пусковые установки Ярс используют прежние шахтные пусковые установки 74-го ракетного полка.
В 2015 году полк, оснащённый новым боевым ракетным комплексом стационарного базирования "Ярс" заступил на боевое дежурство.
В 2020 году Указом Президента Российской Федерации полковник Хижняк Александр Михайлович назначен на должность Заместитель командира 28 ракетной дивизии по ракетному вооружению.

## Вооружение

### Основное вооружение
На 2014 год в составе полка стационарный ракетный комплекс 15П165М с 4 межконтинентальными баллистическими ракетами 15Ж67 Ярс-М, смонтированными в шахтных пусковых установках 15П765М, а также унифицированный командный пункт 15В242 высокой защищённости.
Боевой состав ракетного полка:
1. 53°47′52″ с. ш. 35°48′21″ в. д.HGЯO — центральная
2. 53°48′35″ с. ш. 35°53′20″ в. д.HGЯO
3. 53°43′58″ с. ш. 35°39′27″ в. д.HGЯO
4. 53°46′35″ с. ш. 35°41′39″ в. д.HGЯO
5. 53°53′05″ с. ш. 35°43′36″ в. д.HGЯO
6. 53°41′30″ с. ш. 35°47′41″ в. д.HGЯO
7. 53°49′35″ с. ш. 35°41′59″ в. д.HGЯO
8. 53°40′46″ с. ш. 35°46′41″ в. д.HGЯO
9. 53°44′58″ с. ш. 35°53′49″ в. д.HGЯO
10. 53°44′43″ с. ш. 35°48′22″ в. д.HGЯO

В боевом составе полка 10 рассредоточенных боевых стартовых позиций (БСП) ОС (Отдельный Старт), на одной из позиций так называемая центральная (маточная) также расположен командный пункт полка и вспомогательные, технические сооружения.
Боевая стартовая позиция БСП ОС включает в себя:
- сооружение 1 (ШПУ 15П765М с ракетой 15Ж67)
- сооружение 13Р (караульное помещение с дежурной сменой охраны и обороны)
- трансформаторная подстанция (электрощитовая)
- 3 боевых модуля стационарного робототехнического комплекса[8]
- энергоблок 15Г171.1 (резервное электроснабжение БСП)
- технические средства охраны (радиолучевые, оптико-электронные, инфракрасные, радиоэлектронные, вибрационные, проводно-волновые, вибросейсмические датчики)
- управляемые и неуправляемые минные поля
- электризуемые заграждения

На центральной позиции помимо всех перечисленных сооружений также находятся:
- контрольно-пропускной пункт
- топливозаправочный пункт
- комплексное здание дежурных сил
- унифицированный командный пункт 15В242 высокой защищённости
- холодильный центр
- здание энергоблока
- гараж (бокс для техники на 14 машин)
- продовольственный склад